# Wendell L. Carlson
Wendell L. Carlson (* 1. Januar 1897 in Jamestown, N.Y.; † 2. Oktober 1994) war ein US-amerikanischer Ingenieur.
Von Princeton, N.J. ging er nach Sarasota und arbeitete für RCA. Er hielt über 100 Patente zu Radio und Fernsehen, darunter das im März 1921 eingereichte Patent zum Radio Telegraph System (US-Patent 1,640,881).
Er wurde mit dem Charles E. Coffin Award der General Electric sowie dem Modern Pioneer Award ausgezeichnet.

## Belege
1. ↑   https://news.google.com/newspapers?nid=1755&dat=19941004&id=Tb0cAAAAIBAJ&sjid=eXwEAAAAIBAJ&pg=5581,6036125&hl=en
2. ↑  Patent  US1640881A: Radio telegraph system. Angemeldet am 26. März 1921, veröffentlicht am 30. August 1927, Anmelder: Siemens AG, Erfinder: Wendell L. Carlson, Glenn W. Carpenter.‌

| Personendaten    | Personendaten               |
| ---------------- | --------------------------- |
| NAME             | Carlson, Wendell L.         |
| KURZBESCHREIBUNG | US-amerikanischer Ingenieur |
| GEBURTSDATUM     | 1. Januar 1897              |
| GEBURTSORT       | Jamestown, N.Y.             |
| STERBEDATUM      | 2. Oktober 1994             |